# Сен Медар ан Жал
Сен Медар ан Жал (фр. Saint-Médard-en-Jalles) град је у Француској, у департману Жиронда.
По подацима из 1999. године број становника у месту је био 25.566.

## Демографија
| 1962. | 1968. | 1975.  | 1982.  | 1990.  | 1999.  | 2011.  |
| ----- | ----- | ------ | ------ | ------ | ------ | ------ |
| 6.967 | 8.955 | 16.265 | 18.665 | 22.064 | 25.566 | 28.348 |

## Партнерски градови
- Almansa
- Мерциг
- Sabaudia